# Schizonobia sycophanta
Schizonobia sycophanta är en spindeldjursart som beskrevs av Womersley 1940. Schizonobia sycophanta ingår i släktet Schizonobia och familjen Tetranychidae. Inga underarter finns listade i Catalogue of Life.